# Hans De Belder
Hans De Belder (Lier, 10 januari 1938 - Leuven, 13 maart 2018) was een Belgisch senator en diplomaat.

## Levensloop
Van 1956 tot 1961 studeerde Hans De Belder rechten en diplomatieke wetenschappen aan de Universiteit van Gent. Als zoon van de Vlaamsgezinde dichter Jozef De Belder kreeg hij de interesse voor het Vlaams-nationalisme van thuis uit mee.
Hij werd diplomaat in Rome, Milaan, Parijs, Wenen, New York en bij de Europese Unie in Brussel. Van 1979 tot 1981 was hij eveneens kabinetschef bij minister van Ontwikkelingssamenwerking Mark Eyskens en van 1991 tot 1996 was hij algemeen directeur van Export Vlaanderen. Van 1996 tot 2001 was hij gevolmachtigd vertegenwoordiger van de Vlaamse minister bevoegd voor Buitenlands Beleid en Europese Aangelegenheden. Daarna was hij van 2001 tot 2003 diplomatiek raadgever van de Vlaamse minister voor Buitenlands Beleid en secretaris-generaal van de Vergadering van de Europese Regio’s.
Bij de verkiezingen van 1987 werd De Belder door de Volksunie aangezocht als verruimingskandidaat en van 1987 tot 1991 zetelde hij voor de partij in de Belgische Senaat als provinciaal senator voor de provincie Brabant. Hij zetelde de Senaatscommissie Buitenlandse Handel voor en was vicevoorzitter van de commissie Buitenlandse Zaken. Bovendien was hij partijbestuurslid van de Volksunie en was hij verantwoordelijk voor de communicatielijn van zijn partij inzake het buitenlands beleid.

## Bron
- Laureys, V., Van den Wijngaert, M., De geschiedenis van de Belgische Senaat 1831-1995, Lannoo, 1999.